# Shimabara

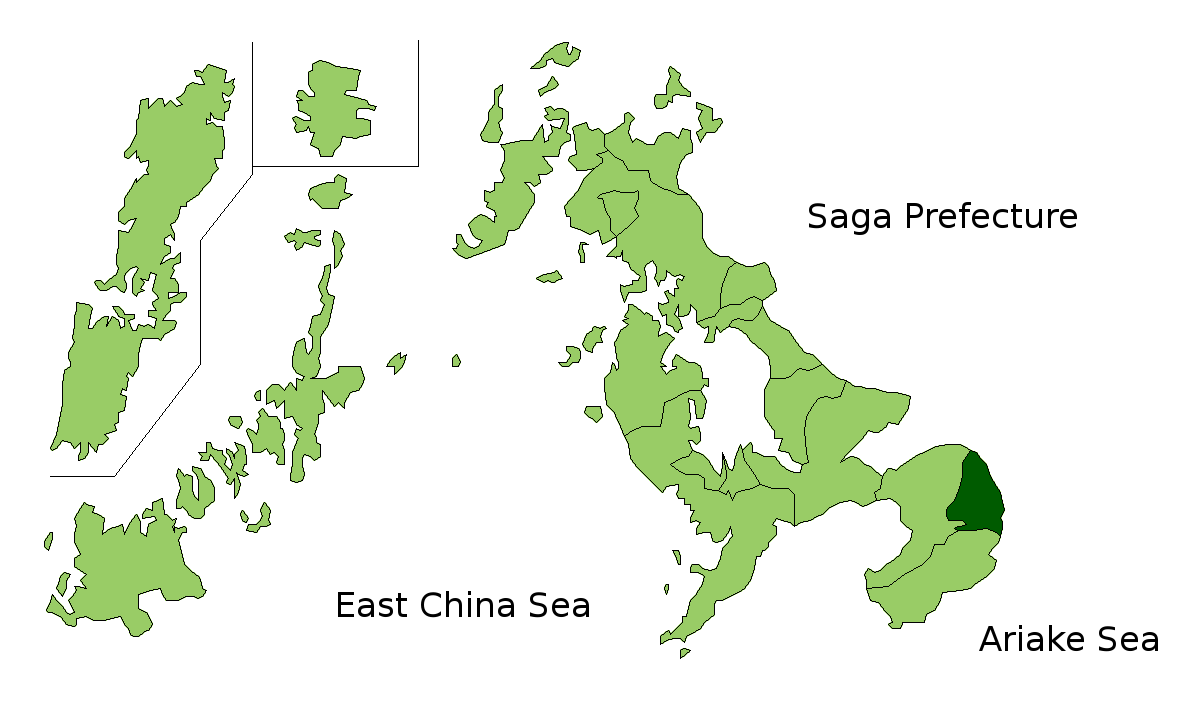

Shimabara (島原市 Shimabara-shi?) este un municipiu din Japonia, prefectura Nagasaki.